# OpenMW
OpenMW är en återimplementering av spelmotorn som kör Bethesda Softworks datorrollspel från 2002 The Elder Scrolls III: Morrowind. Spelmotorn är fri programvara med öppen källkod.

## Översikt
Projektet syftar till att lösa problem med den ursprungliga motorn, eftersom Morrowind inte har haft något stöd eller några patchuppdateringar sedan många år. Motorn är programmerad i C ++ och använder fysikmotorn Bullet, ljudmotorn OpenAL-Soft, MyGUI till det grafiska gränssnittet samt SDL 2 till kontroll av inenheter. Startverktyget OpenMW launcher och utvecklingsverktyget OpenMW-CS använder Qt till det grafiska användargränssnittet. Samtliga uppdrag i spelet Morrowind och dess officiella expansioner och tillägg är fullt spelbara i OpenMW, liksom många tredjepartsmods. 
I egenskap av att vara en spelmotorsåterimplementering så är OpenMW beroende av de ursprungliga filerna i Morrowind, såsom 3D-modeller, texturer, musik och annat av Bethesda upphovsrättsskyddat material, vilket betyder ett exemplar av det ursprungliga spelet (i valfri utgåva, inklusive Game of the Year-utgåvan) krävs för att spela Morrowind i OpenMW. Dessa filer är inte inkluderade i OpenMW. Ett sidoprojekt finns, med målet att skapa fria spelfiler som ska följa med OpenMW, samt det medföljande utvecklingsverktyget OpenMW-CS som också kan användas utan beroendet av upphovsrättsskyddat material från annan part. 
Då motorn främst utvecklats för Morrowind, som en ersättare till den föråldrade spelmotorn NetImmerse, har vissa försökt att porta andra Bethesda-spel till OpenMW med varierande framgång. Sedan den 28 februari 2019 finns demovideor som visar Skyrim och Oblivions spelvärldar framgångsrikt i motorn. Detta har utvecklats av en enda programmerare känd som cc9cii. 

## Historia
Den första offentliga utgåvan av OpenMW var version 0.1.0 i juni 2008, som ursprungligen använde Ogre3D för rendering. Den ursprungliga huvudutvecklaren, Nicolay Korslund, lämnade projektet tidigt men lämnade över rollen till Marc Zinnschlag, som fortsatte att leda projektet. År 2020 tog Zinnschlag officiellt ett steg tillbaka och lämnade över ledarskapsrollen till Bret Curtis. 
Från och med lanseringen av version 0.37.0 ersattes Ogre3D med OpenSceneGraph på grund av oro över den framtida inriktningen för utvecklingen av Ogre3D. Detta byte gav betydande prestandaförbättringar och fixade flera långvariga problem i motorn.
Sedan 2016 är alla uppdrag, klasser, raser och andra karaktärsval för Morrowind och dess officiella expansioner och tillägg helt spelbara i OpenMW. De flesta tredjepartsmoddar som inte är beroende av externa program och som är fria från allvarliga syntaxfel i skript är också kompatibla med OpenMW.

## TES3MP: flerspelarutveckling
OpenMW är också basen för TES3MP, ett försök att utveckla en flerspelarversion av spelet. I mitten av 2017 uppnåddes ett stort genombrott och en första spelbar version släpptes.
TES3MP har ett avancerat serverbaserat skriptsystem som använder sig av skriptspråket Lua. På sikt är målet att detta skriptsystem ska implementeras även i OpenMW för att till sist implementera hela multiplayerdelen i OpenMW. 